# Christopher Förster
Christopher Förster (geboren Mai 1986 in West-Berlin) ist ein deutscher Politiker (CDU). Seit 2021 ist er Mitglied des Abgeordnetenhauses von Berlin.

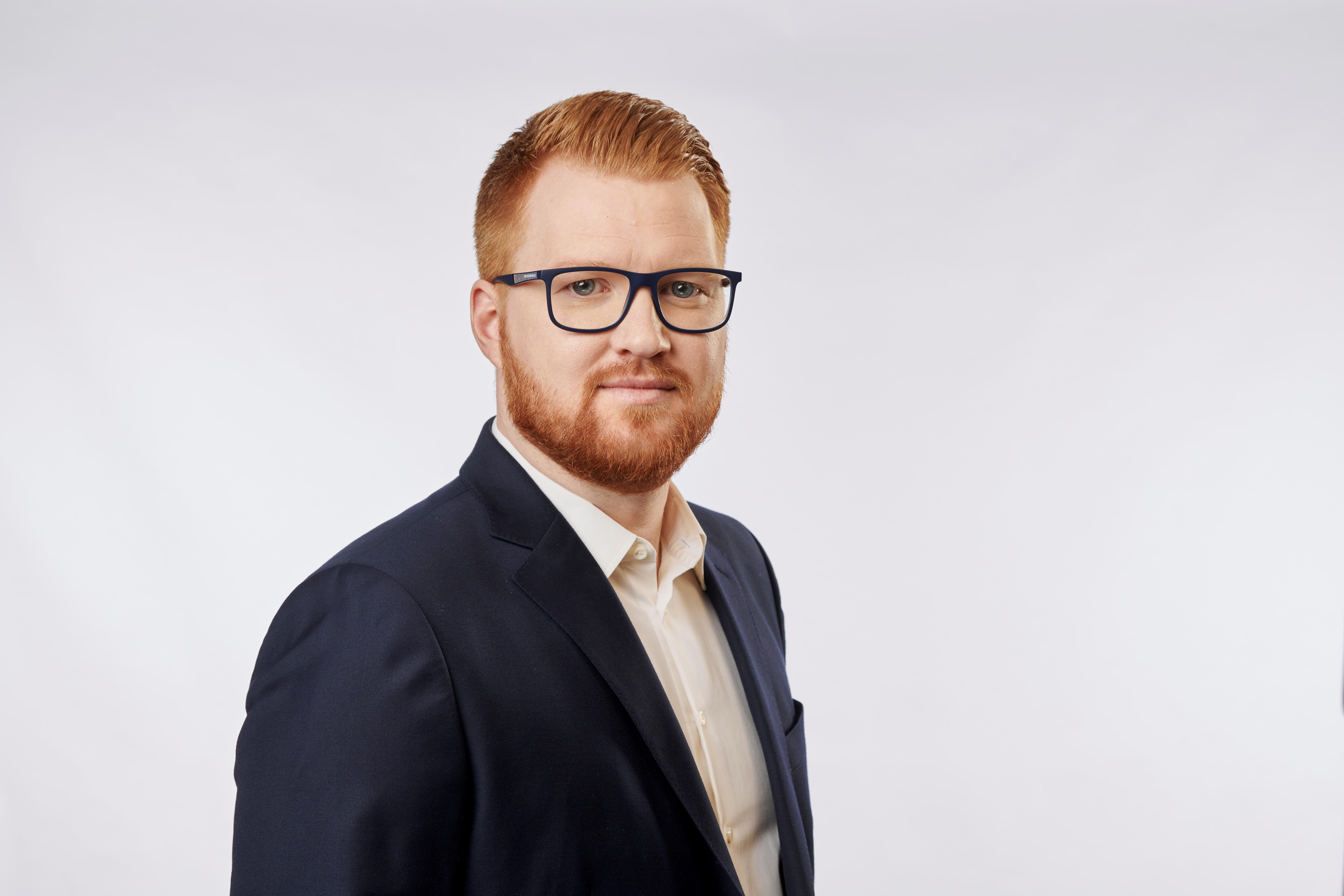
Christopher Förster (2021)

## Leben und Beruf
Förster wurde in Berlin-Tiergarten geboren und wuchs in Berlin-Neukölln auf. 2005 schloss er sein Abitur an der Clay-Oberschule in Rudow ab und absolvierte im Anschluss eine Ausbildung zum Bürokaufmann. Von 2013 bis 2017 war er Büroleiter von Christina Schwarzer im Deutschen Bundestag.

## Politik
Förster trat 2002 in die Jungen Union und 2004 in die CDU ein. Er war unter anderem Kreisvorsitzender der Schüler Union Neukölln und trat 2009 die Nachfolge von Conrad Clemens als Vorsitzender der Jungen Union Neukölln an. Er war Landesvorsitzender der Berliner Schüler Union und Stellvertretender Landesvorsitzender der Jungen Union Berlin. Seit 2015 ist Christopher Förster Ortsvorsitzender der CDU Britz (seit 2023: CDU Ortsverband Gropiusstadt-Britz) und aktuell stellvertretender Kreisvorsitzender der CDU Neukölln.
Von 2011 bis 2021 war Christopher Förster Mitglied der Bezirksverordnetenversammlung von Neukölln und war dort unter anderem als Verkehrsexperte Mitglied im Ausschuss für Verkehr, Tiefbau und Ordnung sowie im Ausschuss für Haushalt, Wirtschaft, Verwaltung und Gleichstellung.
Bei der Wahl zum Abgeordnetenhaus von Berlin am 26. September 2021 zog Christopher Förster über die Neuköllner Bezirksliste ins Abgeordnetenhaus von Berlin ein. Er war nach der Wahl 2021 Mitglied im Hauptausschuss, im Ausschuss für Digitalisierung und Datenschutz und im Ausschuss für Mobilität sowie für die CDU-Fraktion Sprecher für Digitalisierung und Datenschutz. Bei der Wiederholungswahl 2023 konnte er seinen Sitz im Abgeordnetenhaus verteidigen. Dabei gewann er seinen Wahlkreis direkt mit 43,1 %. Seit der Wiederholungswahl gehört er dem Ausschuss für Digitalisierung und Datenschutz, dem Ausschuss für Mobilität und Verkehr und dem Ausschuss für Inneres, Sicherheit und Ordnung an. Er blieb CDU-Sprecher für Digitalisierung und Verkehr.